# Diaptomus trybomi
Diaptomus trybomi is een eenoogkreeftjessoort uit de familie van de Diaptomidae. De wetenschappelijke naam van de soort werd in 1889 gepubliceerd door Wilhelm Lilljeborg.